# بيراندرا ملك نيبال
بيرندرا بير بيكرام شاه 1945-2001 (بالإنجليزية: Birendra Bir Bikram Shah)‏ كان ملك نيبال الحادي العشر ورجل دولة جنوب آسيا. نجل الملك ماهيندرا، إعتلى العرش من 1971 حتى اغتياله في 2001 بسبب مذبحة التي راحت بينه وبين ملكة أيشواريا.

## اغتياله
أغتيل مساء الجمعة في 1 يونيو 2001 برصاص ولي العهد ديباندرا وقد قتل معه شقيقه ذيريندرا وزوجته ايشواريا وابنائه اثنين نيرانجان وشروتي راجيا وقد تم حرق جنازته مع زوجته ايشواريا قبل ان يتسلم شقيقه غينيندرا مقاليد الحكم في 4 يونيو 2001 بعد وفاة ابنه منتحرا.

## وصلات خارجية
- بيراندرا ملك نيبال على موقع IMDb (الإنجليزية)
- بيراندرا ملك نيبال على موقع الموسوعة البريطانية (الإنجليزية)
- بيراندرا ملك نيبال على موقع مونزينجر (الألمانية)

Album of Late King Birendra Bir Bikram Shah Dev by Narayan Prasad Shiwakoti: Published on 1995 AD
1. ↑  Digital Library نسخة محفوظة 28 نوفمبر 2016 على موقع واي باك مشين.